# Deinypena lathetica
Deinypena lathetica är en fjärilsart som beskrevs av Holland 1894. Deinypena lathetica ingår i släktet Deinypena och familjen nattflyn. Inga underarter finns listade i Catalogue of Life.